# 克丽丝廷·加斯克尔
克丽丝廷·加斯克尔（英語：Christine Gaskell，1957年—），英国女子游泳运动员，主攻蛙泳。她曾代表英格兰参加1974年英联邦运动会游泳比赛，获得女子100米蛙泳金牌。